# Marco Mendoza

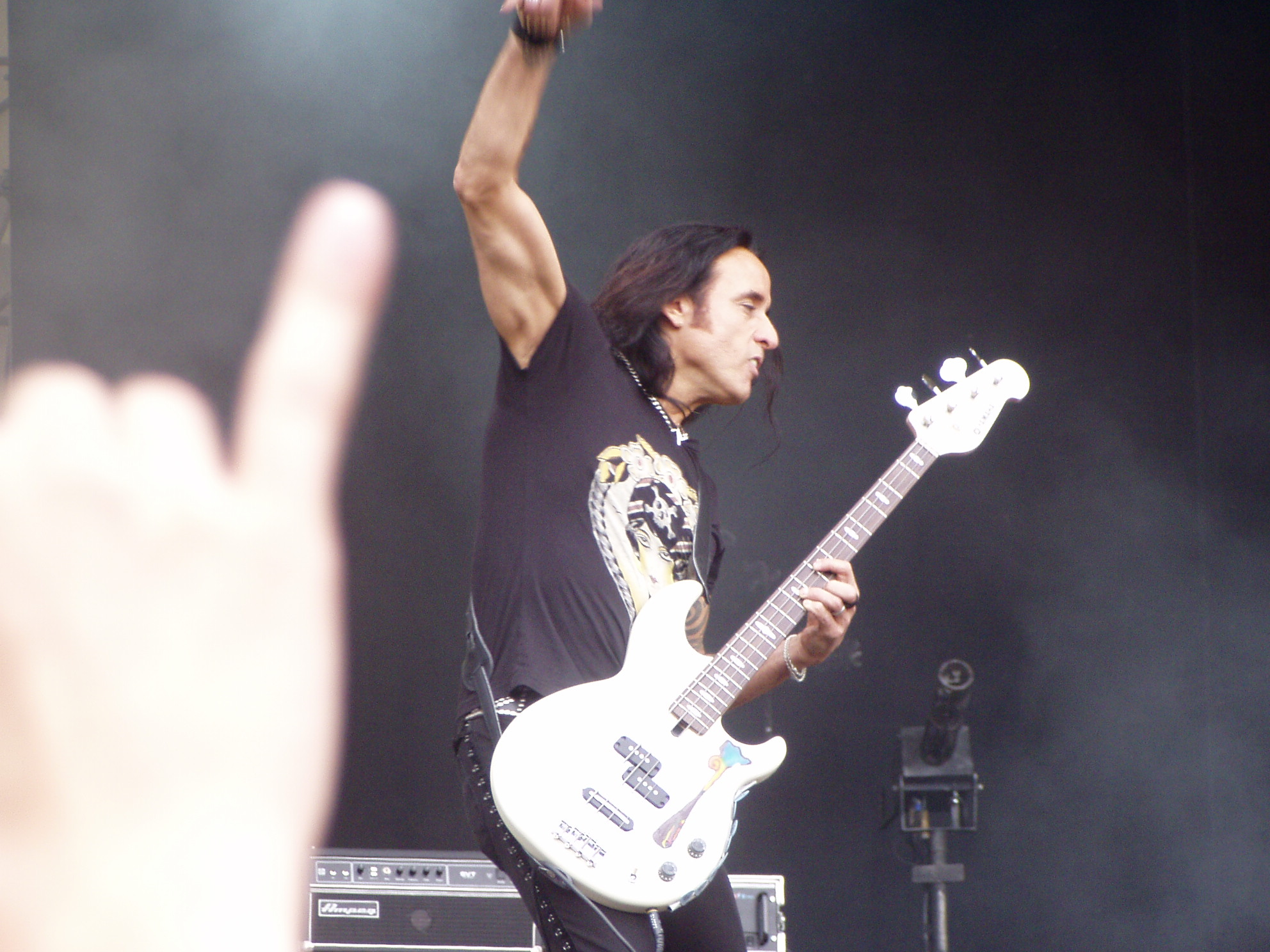
Mendoza live med Thin Lizzy.

Marco Mendoza, född 13 augusti 1956, är en amerikansk basist, uppvuxen i Mexiko, som spelar med The Dead Daisies. Mendoza är medlem i bandet The Dead Daisies Straitjackets tillsammans med Joey Heredia och Renato Neto.